# 김응해
김응해(1588년~1666년)는 조선의 무신으로, 고려의 무장 김방경(金方慶)의 후손이다.

## 생애
1616년에 무과에 급제했으며, 희천군수, 강계부사, 부령부사, 인동부사, 정주부사 등을 지냈다.
병자호란 때 별장으로 정방산성을 지킥고 있었으나, 청군이 바로 한성을 공격하자 300명의 기병을 이끌고 청군과 싸웠으며, 전투에서는 패하여 적에게 포위되었지만 살아남았다. 이후 1647년에 어영대장(御營大將)에 올랐다.